# Піт де Йонг
Петрус Йозеф Сіетсе «Піт» де Йонг (нід. Petrus Jozef Sietse "Piet" de Jong (нід. вимова: [ˈpeːtrɵs ˈjoːzəf ˈsitsə ˈpit də ˈjɔŋ]); 3 квітня 1915 — 27 липня 2016) — нідерландський політик із неіснуючої Католицької народної партії (KVP), тепер партії Християнсько-демократичний заклик (CDA), і морський офіцер, який обіймав посаду прем'єр-міністра Нідерландів з 5 квітня 1967 по 6 липня 1971 р.
Де Йонг подав документи до Королівського військово-морського коледжу в Ден-Гелдері, отримав звання прапорщика і вступив на службу до підводного човна Військово-морських сил Нідерландів Під час Другої світової війни він служив на підводному човні HNLMS O 24 першим офіцером, а потім командиром і брав участь у битві за Атлантику та війнах на Тихому океані. Після війни Де Йонг служив штабним офіцером і командував фрегатом і міноносцем. Після виборів 1959 року Де Йонг був несподівано призначений держсекретарем з питань оборони, дорученим військово-морськими справами, який вступив на посаду 25 червня 1959 року. Після виборів 1963 року Де Йонг був призначений міністром оборони в кабінеті Марійнена, який вступив на посаду 24 липня 1963 року. Термін повноважень Кабінету Марійнена тривав 19 місяців, і його замінив Кабінет Калса, а Де Йонг залишив свою посаду. Кабінет Калса впав лише через рік і був замінений тимчасовим кабінетом Зіїлстра, а Де Йонг відновив свою посаду. Після виборів 1967 року Де Йонг був обраний членом Палати представників 23 лютого 1967 року. Після кількох невдалих спроб створити коаліцію Де Йонга попросили очолити новий кабінет, і після успішного формування кабінету він сформував кабінет міністрів і став прем'єр-міністром Нідерландів, вступивши на посаду 5 квітня 1967 року.